# Good automated manufacturing practice
Good automated manufacturing practice (GAMP) er både en teknisk komité i International Society for Pharmaceutical Engineering (ISPE) og et sæt retningslinjer for producenter og brugere af automatiserede systemer inden for lægemiddelindustri. Mere specifik beskrives ISPEs guide The Good Automated Manufacturing Practice (GAMP) Guide for Validation of Automated Systems in Pharmaceutical Manufacture et sæt principper og procedurer, der sikrer at farmaceutiske produkter har den fornødne kvalitet. En af de grundlæggende principper i GAMP er, at kvaliteten ikke kan testes for en batch, men skal være indbygget i hvert stadie af fremstillingsprocessen. Som et resultat af dette dækker GAMP alle aspekter af produktionen; fra råmaterialer, faciliteter og udstyr til personalets træning og hygiejne. Standard operating procedure (SOP'er) er essentiel for at processerne kan påvirke kvaliteten af det endelige produkt.

## Retningslinjer
ISPE har udgivet en serie af guides og retningslinjer til industrien der omhandler forskellige emner, som er involveret i fremstillingen af lægemidler.
Den mest udbredte er The Good Automated Manufacturing Practice (GAMP) Guide for Validation of Automated Systems in Pharmaceutical Manufacture. Den seneste store revision (GAMP5) blev udgivet i februar 2008.
Andre udgivelser i serien om GAMP inkluderer:
- GAMP Good Practice Guide: A Risk-Based Approach to Compliant GxP Computerized Systems
- GAMP Good Practice Guide: Calibration Management
- GAMP Good Practice Guide: Electronic Data Archiving
- GAMP Good Practice Guide: Global Information Systems Control and Compliance
- GAMP Good Practice Guide: IT Infrastructure Control and Compliance
- GAMP Good Practice Guide: Testing of GxP Systems
- GAMP Good Practice Guide: Validation of Laboratory Computerized Systems
- GAMP Good Practice Guide: Validation of Process Control Systems